# Carlos Alberto Raffo
Carlos Alberto Raffo (né le 10 avril 1926 à Buenos Aires en Argentine, et mort le 18 septembre 2013) est un footballeur argentin et équatorien.

## Biographie

### Carrière de club
Raffo commence sa carrière dans le club de son pays natal du Club Atlético Platense en Argentine. En 1952, il part dans son nouveau pays d'adoption, l'Équateur pour jouer à l'Argentina de Quito (désormais le Deportivo Quito). En 1954, il rejoint le Club Sport Emelec avec qui il passera de nombreuses saisons, inscrivant 132 buts.
Lors des dernières années de sa carrière, il évolue pour l'équipe du Club Deportivo Everest puis pour le Club 9 de Octubre.
Raffo est considéré comme étant l'un des plus grands buteurs de l'histoire du football équatorien, mais le nombre de buts qu'il a inscrits n'est pas exactement connu, pour cause du peu de documents possédés sur le football dans ce pays à cette époque.

### Carrière internationale
Raffo a évolué avec la sélection nationale d'Équateur entre 1959 et 1963, et a en tout inscrit 10 buts en 13 matchs pour sa patrie adoptive. Il finit meilleur buteur de l'édition de 1963 de la Copa América. Il est le seul joueur équatorien à avoir fini meilleur buteur du championnat d'Amérique du Sud.

## Palmarès
| Saison | Club   | Titre                  |
| ------ | ------ | ---------------------- |
| 1956   | Emelec | Copa Guayaquil         |
| 1957   | Emelec | Campeonato Ecuatoriano |
| 1957   | Emelec | Copa Guayaquil         |
| 1961   | Emelec | Campeonato Ecuatoriano |
| 1962   | Emelec | Copa Guayaquil         |

- Meilleur buteur de la Copa América en 1963 : 6 buts
- Meilleur buteur du Campeonato Ecuatoriano 1963